# Alpinia flabellata
Alpinia flabellata är en enhjärtbladig växtart som beskrevs av Henry Nicholas Ridley. Alpinia flabellata ingår i släktet Alpinia och familjen Zingiberaceae. Inga underarter finns listade i Catalogue of Life.